# Aegolipton lackerbecki
Aegolipton lackerbecki là một loài bọ cánh cứng trong họ Cerambycidae.